# Marcel Müller-Wieland
Marcel Müller-Wieland (* 3. Januar 1922 in Bukarest als Marcel Müller; † 17. September 2015 in Emden) war ein Schweizer Pädagoge und Philosoph. Er zielte auf die Erneuerung der Bildung in Familie, Schule und Gesellschaft. Dabei stand er für eine individualisierende und gemeinschaftsbildende Pädagogik ein.

## Leben und Wirken
Marcel Müller-Wieland wurde 1922 in Bukarest geboren. Sein Vater war der Kaufmann Alfred Ernst Müller, seine Mutter Margarith Müller-Bär.
1940 bis 1948 studierte er Philosophie, Pädagogik, Psychologie, Soziologie und Sozialökonomie an der Universität Zürich, wo er 1948 mit einer Arbeit zum Thema des Vorbilds als Dr. phil. promovierte. Von 1946 bis 1952 betrieb er Studien zu Johann Heinrich Pestalozzi am Zürcher Pestalozzianum und von 1949 bis 1952 belegte er die Studienfächer Neurophysiologie und Genetik.
Von 1954 bis 1962 leitete er als Nachfolger des Theologen Arthur Rich die Seminarabteilung der Kantonsschule Schaffhausen. Dann war er von 1962 bis 1964 Direktor des Lehrerseminars Kreuzlingen. Von 1964 bis 1987 unterrichtete er Pädagogik und Philosophie am Kantonalen Lehrerseminar Zürich (das seit 2002 der PH Zürich entspricht).
Von 1960 bis 1964 präsidierte Marcel Müller-Wieland den Schweizerischen Pädagogischen Verband. Von 1977 bis 1991 wirkte er als Leiter der Freien Pädagogischen Akademie, welche er als freies Fortbildungsinstitut mit begründet hatte. Diese veranstaltete Vorträge, Tagungen und Kurse. In deren Rahmen tauschte er sich öfters mit Martin Wagenschein aus. Auch Otto Friedrich Bollnow gehörte zu den Referenten.
Marcel Müller-Wieland betrieb ausgedehnte Forschungen und erbrachte praktische Hilfeleistungen an Unterrichtende und Erziehende sowie Kinder und Jugendliche. Damit strebte er nach einer individualisierenden Vertiefung erzieherischer Kräfte und Entfaltungsmöglichkeiten. Das Denken und Forschen Müller-Wielands hat Niederschlag gefunden in einer Anzahl von Büchern sowie Beiträgen in Sammelwerken und Fachzeitschriften.
1949 verheiratete er sich mit der deutschen Heilpädagogin Ursula Margarethe Wieland. Sie begleitete seine Studien in anregendem und beratenden Sinne. Marcel Müller-Wieland war Vater eines Sohnes und einer Tochter. Nach dem Tod seiner Frau übersiedelte er im Jahre 2009 von Zürich ins ostfriesische Emden. Dort verstarb er im September 2015. Seinen schriftlichen und literarischen Nachlass übergab er der Initiative Schulen der Zukunft von Gerald Hüther und Daniel Hunziker kurz vor seinem Tode.

## Auszeichnungen
- 2012: «Lifetime Achievement Award» beim Internationalen Film Festival Monaco[10]

## Werke
Autorschaft (Einzelausgaben)
- Lysa – Das philosophische Gespräch, Lysa hat einen Bezug zu Platons Dialogen. Books on Demand, Norderstedt 2015, ISBN 978-3-7347-5347-3.
- Auflichtung – Stimmung, Traum und Märchen, Pflege und Auflichtung des persönlichen Stimmungsgrundes. Books on Demand, Norderstedt 2014, ISBN 978-373229408-4.
- Ileana. Roman. Books on Demand, Norderstedt 2013, ISBN 978-3-8482-5249-7. (Autobiographisches Erleben, pädagogische Fragen und geschichtliche Hintergründe.)
- Ermutigung zur Menschenbildung. Auswahl der wichtigsten Themenfelder aus allen Schriften von Marcel Müller-Wieland, Zusammenfassung. Books on Demand, Norderstedt 2012, ISBN 978-3-8448-0412-6.
- Tagebilder. Katalog zu den Bildern und Skizzen aus dem Nachlass von Marcel Müller-Wieland. Books on Demand, Norderstedt 2011, ohne ISBN.
- Lukas und Sina – Eine Geschichte für Kinder über eine andere Schule. Books on Demand, Norderstedt 2010, ISBN 978-3-8423-3983-5.
- Begegnungen und Erfahrungen – Eine autobiographische Lebensschau. Books on Demand, Norderstedt 2010, ISBN 978-3-8391-8500-1.
- Von der Innerlichkeit des Wirklichen – Philosophie der geistigen Zuwendung und Bildung. Olms, Hildesheim/Zürich/New York 2007, ISBN 978-3-487-13507-6. (= Reihe Philosophische Texte und Studien, Band 93.) (Inhaltsverzeichnis[11])
- Ethik heute – Wege sittlicher Bildung. Olms, Hildesheim/Zürich/New York 2001, ISBN 3-487-11294-9. (= Reihe Philosophische Texte und Studien, Band 59.)[12]
- Gewalt und seelische Verschüttung – erzieherische Grundlagen der Friedensfähigkeit. Olms, Hildesheim/Zürich/New York 1995, ISBN 978-3-487-09996-5. (= Reihe Anstösse zur Friedensarbeit, Band 12.)
- Sehende Liebe – Ästhetische Bildung des Menschen. Olms, Hildesheim/Zürich/New York 1993, ISBN 3-487-09502-5.
- Geist und Tiefenbezug der Sprache – Grundlagen einer individualisierenden, gemeinschaftsbildenden Sprachlehre. Olms, Hildesheim/Zürich/New York 1989, ISBN 978-3-487-09126-6.
- Der innere Weg – Mut zur Erziehung. Pro Juventute, Zürich 1982, ISBN 3-7152-0003-0.
- Wandlung der Schule – Individualisierung und Gemeinschaftsbildung. Novalis, Schaffhausen 1976.
- Syngeneia – Sinn und Wege persönlicher Emporbildung. Francke, Bern/München 1961.
- Untersuchungen über das Vorbild – Ein Beitrag zur Frage nach der allgemeinen Verantwortlichkeit für das Vorbild-Erleben der reiferen Jugend. Dissertation, Universität Zürich. Juris, Zürich 1949 / Francke, Bern 1949. (Unter dem Autornamen Marcel Müller.)

Zeitschriftenbeiträge (Auswahl)
- Hermann Rorschach. Biographie. In: Historischer Verein des Kantons Schaffhausen (Hrsg.): Schaffhauser Beiträge zur Geschichte. Biographien Band II 34 (1957), S. 344–353. Online (PDF-Datei, 389 kB.) beim Stadtarchiv Schaffhausen.
- Vergleiche nie ein Kind mit dem andern. In: Schweizerische Lehrerinnen-Zeitung, Band 82, Heft 10. Hg. Schweizerischer Lehrerinnenverein, 1978. S. 250–253. doi:10.5169/seals-309428

Herausgeberschaft
- Menschenbild und Menschenbildung – Texte abendländischer Denker. Pestalozzianum Zürich. Morgarten, Zürich 1964.

## Film
- Hans Peter Scheier: Die Freiheit des Menschen. Dokumentarfilm. 93 Min. 2 DVDs. Syngeneia Filme, 2010. (Uraufgeführt im Filmpodium der Stadt Zürich am 1. März 2011.)[16][17][18][19]
  - Human Freedom. Englische Fassung mit Untertiteln. («Special Mention Angel Film Award» und «Humanitarian Angel Film Award» beim Monaco International Film Festival 2012.[20])
- Hans Peter Scheier: Von der sehenden Liebe. Dokumentarfilm. 55 Min. Schweizer Fernsehen DRS, 1979.[21]
- Hans Peter Scheier: Wandlung der Schule. Dokumentarfilm. 62 Min. Fernsehen DRS, 1975.[22]
- Hans Peter Scheier: Flächen. Dokumentarfilm. 85 Min. Fernsehen DRS, 1975.[23]
- Hans Peter Scheier: Schule von morgen. Dokumentarfilm. 50 Min. Fernsehen DRS, 1973.[24]